# 淄博专区
淄博专区，中华人民共和国山东省已撤消的行政区。曾两度设置。

## 1950年设置的淄博专区
1950年，淄博工矿特区改设淄博专区，在今山东省中部，专署驻淄博市。辖原淄博工矿特区所属博山、淄川2县；博山市与淄川城、洪山矿区合并设淄博市；张店、周村2市合并设立张周市；原清河专区所属桓台、章历、长山、邹平、临淄5县；原属泰安专区的章丘县。专区辖2市、8县。
1953年，撤销淄博专区，所辖县市分別划归淄博工矿区及惠民、昌潍、泰安3专区：
- 将淄博、张周2市和博山、淄川2县划归淄博工矿区；
- 将邹平、长山、桓台3县划归惠民专区；
- 将临淄县划归昌潍专区；
- 将章丘、章历2县划归泰安专区。

## 1958年设置的淄博专区
1958年，惠民专区改名淄博专区，在今山东省中北部，专员公署驻淄博市张店。辖淄博市及惠民、邹平、博兴、沾化、无棣、广饶6县和孤岛人民公社（县级）。专区辖1市、6县、1人民公社。
1960年，撤销孤岛人民公社，与沾化县部分析设垦利县；原聊城专区所属乐陵、临邑（原商河县改名）2县划入。专区辖1市、9县。
1961年，淄博专区复名惠民专区，并迁驻滨县北镇（今滨州市）。